# Psellidotus novellus
Psellidotus novellus är en tvåvingeart som först beskrevs av Steyskal 1938.  Psellidotus novellus ingår i släktet Psellidotus och familjen vapenflugor. Inga underarter finns listade i Catalogue of Life.